# Riserva naturale orientata dello Zingaro
La riserva naturale orientata dello Zingaro è un'area naturale protetta situata a ovest del golfo di Castellammare nei comuni di Castellammare del Golfo e San Vito Lo Capo, in provincia di Trapani.
Istituita nel 1981, è gestita dall'Azienda Foreste Demaniali della Regione Siciliana.

## Storia
La costa dello Zingaro è uno dei pochissimi tratti di costa della Sicilia non contaminata dalla presenza di una strada litoranea.
Il territorio fu abitato da un'ultima famiglia di contadini fino a circa il 1960, nella casa che oggi è il Museo dell'Intreccio, ristrutturato nel 2013. Gli abitanti per trasportare le merci e l'acqua usavano i muli. Oggi per il trasporto dei rifiuti e delle merci in generale, si usano sempre i muli, unico mezzo di trasporto possibile. 
Nel 1976 erano già iniziati i lavori per la costruzione della litoranea Scopello-San Vito Lo Capo, ma in seguito ad una serie di iniziative del mondo ambientalista, culminate in una partecipatissima marcia di protesta che ebbe luogo il 18 maggio 1980, l'Azienda Foreste Demaniali della Regione Siciliana si impegnò ad espropriare l'area dello Zingaro riconosciuta di grande interesse ambientale.
Con la legge regionale 98/1981, venne ufficialmente istituita la riserva, la prima riserva naturale della Sicilia, affidata in gestione all'Azienda Regionale Foreste Demaniali. L'iter istitutivo fu completato con il decreto assessoriale 9 maggio 1988, che approvava il regolamento della riserva.

## Territorio
La riserva si estende nella parte occidentale del Golfo di Castellammare, che si affaccia sul Tirreno tra Castellammare del Golfo e Trapani (coordinate geografiche: 38°06′15.26″N 12°47′27″E).
Il territorio ricade in parte nel comune di Castellammare del Golfo e in parte nel comune di San Vito Lo Capo; si estende lungo 7 km di costa e quasi 1.700 ettari di natura incontaminata. La sede amministrativa si trova nel comune di Castellammare.
La costa è formata da calcareniti quaternarie e da rilievi calcarei del Mesozoico di natura dolomitica, con falesie che da un'altezza massima di 913 m (Monte Speziale) degradano ripidamente verso il mare, intercalate da numerose calette.

## Flora

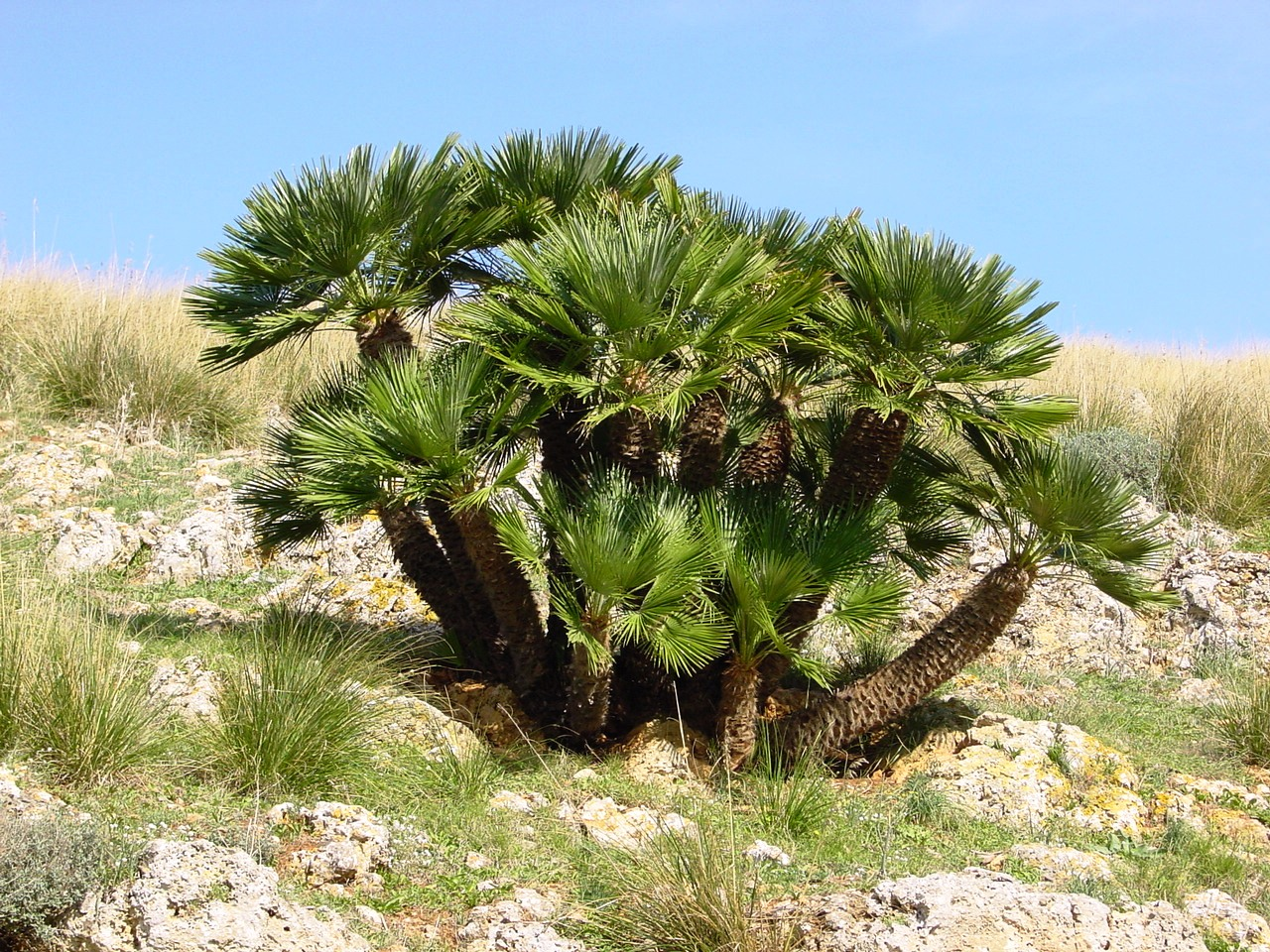
Chamaerops humilis

La riserva ospita circa 670 taxa infragenerici vegetali, alcuni dei quali endemici e rari. Di questi 502 sono dicotiledoni, 153 monocotiledoni, 3 gimnosperme e 10 pteridofite. Di notevole interesse la flora lichenica che annovera per la riserva 130 specie mentre per i muschi sono note 35 specie.
Sono stati rilevati nel territorio della riserva anche 27 specie di funghi (macromiceti) di cui la famiglia più rappresentativa è quella delle Tricholomataceae.
Le specie fanerogamiche endemiche costituiscono il 6,3% rispetto al totale delle specie della riserva e l'1,6% rispetto alla flora della Sicilia.
Sono rappresentati differenti ecosistemi mediterranei, parzialmente modificati da residui di attività agricole.

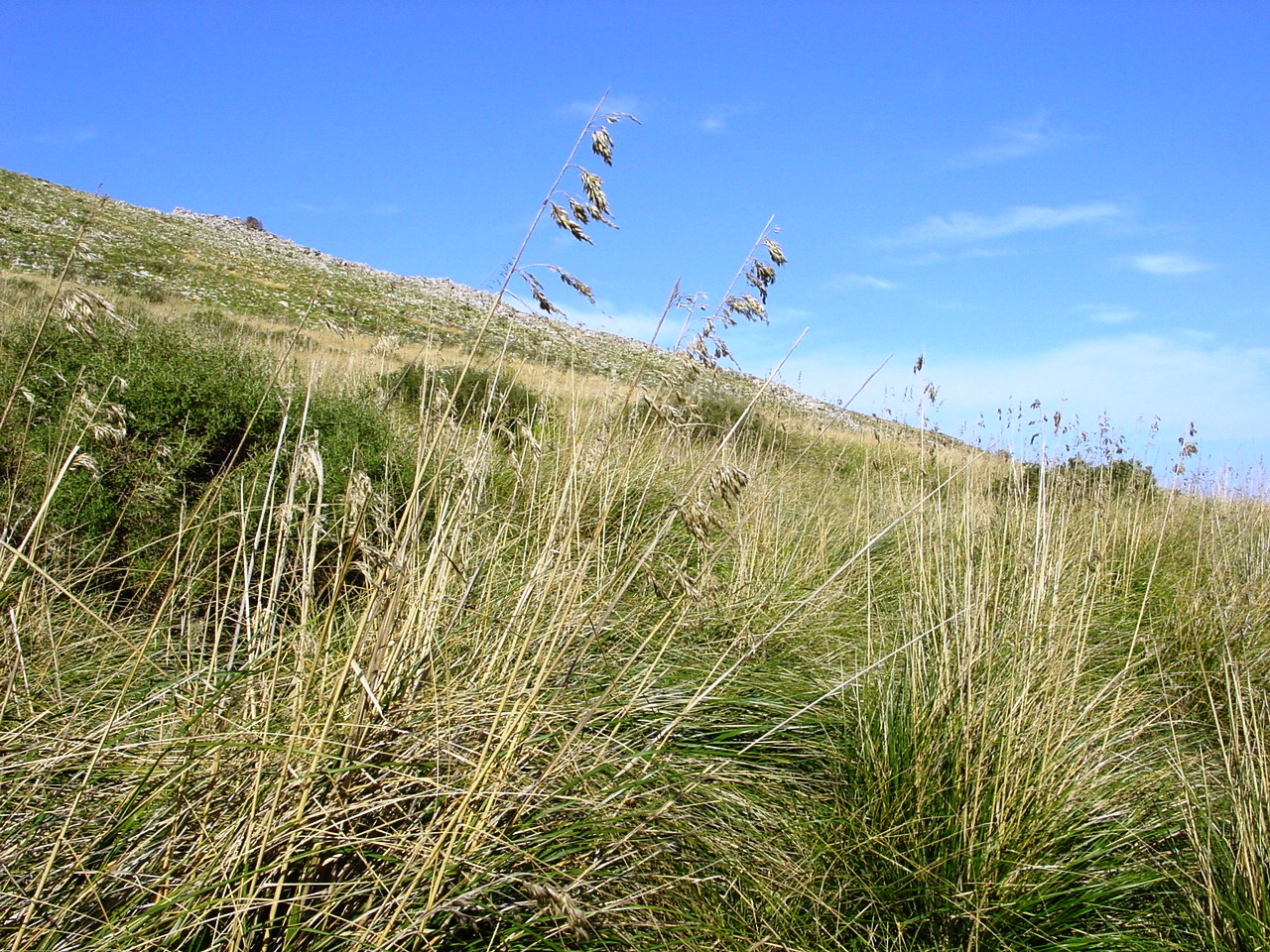
Ampelodesmos mauritanicus

Il paesaggio originario era costituito in massima parte da foresta mediterranea sempreverde (foresta xerofila) le cui tracce sono tuttora rappresentate da zone di lecceta, dove trovano ospitalità piccole felci, ciclamini, cespugli di pungitopo (Ruscus aculeatus) e, al limite ovest della riserva, anche da frammenti di sughereta, testimonianza di quella formazione forestale a sughera oramai quasi del tutto scomparsa nel resto della Sicilia occidentale.
L'aspetto attualmente più peculiare della riserva è tuttavia la gariga a palma nana, che caratterizza ampie zone del paesaggio costiero e che in contrada Zingaro, dove si trovano esemplari di Chamaerops humilis che raggiungono i 2–3 m di altezza, assume rilevanza di macchia.

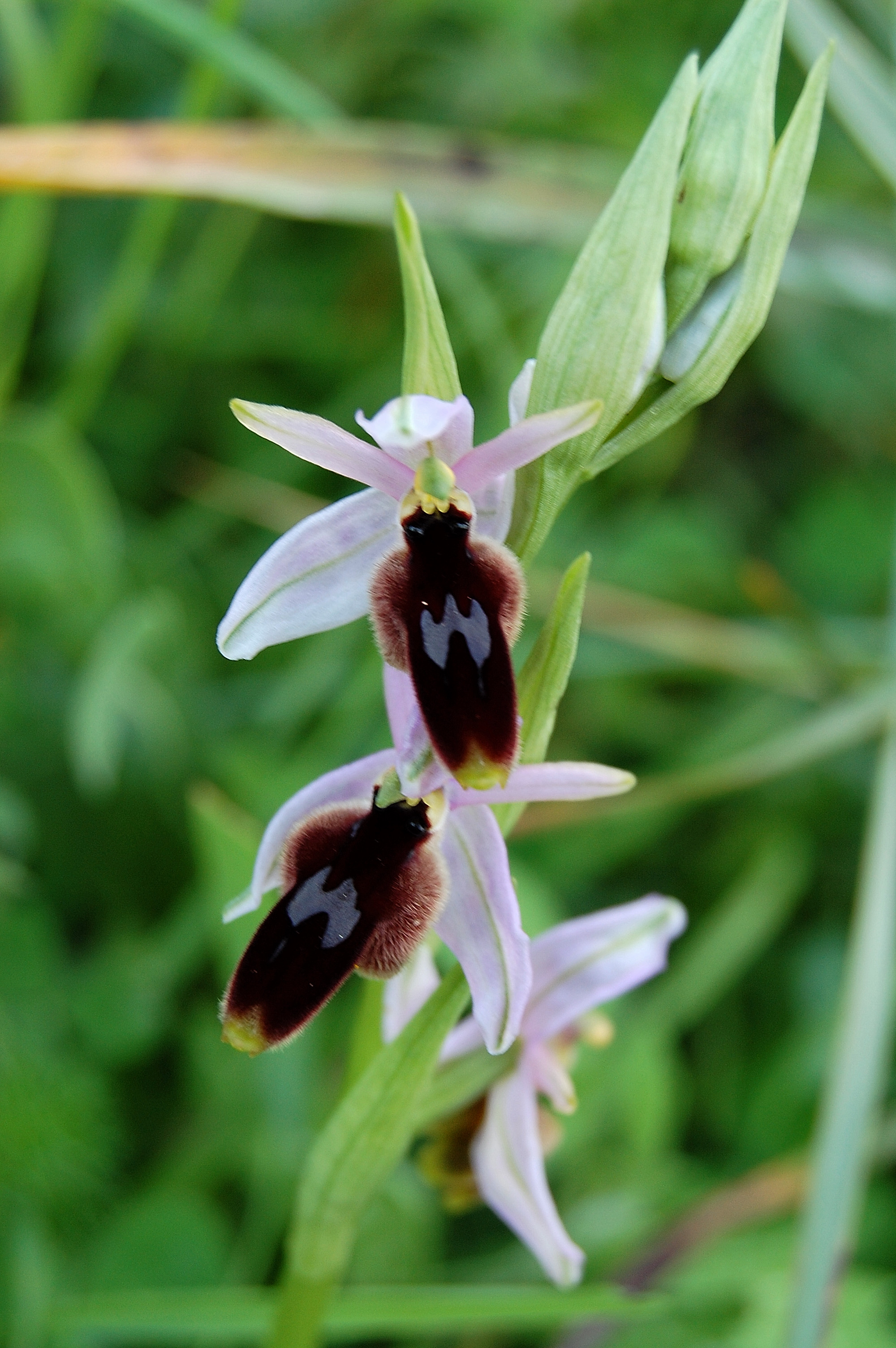
Ophrys lunulata

Il paesaggio predominante nelle zone costiere è quello della macchia bassa caratterizzata dallo sparzio villoso (Calicotome villosa), la ginestra odorosa (Spartium junceum), il timo selvatico (Thymus vulgaris), l'Erica multiflora, l'olivastro (Olea europea var.sylvestris), l'euforbia arborea (Euphorbia dendroides) e l'euforbia di Bivona (Euphorbia bivonae). Sono presenti inoltre l'alloro (Laurus nobilis), la malva (Malva sylvestris), il cappero (Capparis spinosa), il finocchio selvatico (Foeniculum vulgare). Tra le rocce affioranti si sviluppano il ranuncolo (Ranunculus rupestris), l'issopo (Hyssopus officinalis) e l'endemico Allium lehmannii. Tra le specie introdotte per la coltivazione si annoverano infine il mandorlo (Prunus amygdalus), il frassino da manna (Fraxinus ornus), il carrubo (Ceratonia siliqua) e la vite (Vitis vinifera).
La prateria mediterranea ad ampelodesma costituisce l'aspetto dominante del paesaggio vegetale della parte alta della riserva; è rappresentata principalmente dalla disa (Ampelodesmos mauritanicus) e dal barboncino mediterraneo (Hyparrhenia hirta); accoglie inoltre specie endemiche quali il timo spinosetto (Thymus spinulosus), il giaggiolo siciliano (Iris pseudopumila), lo zafferanetto di Linares (Romulea linaresii), la speronella (Delphinium emarginatum) e la Silene sicula, nonché specie non comuni quali la esoterica mandragola autunnale (Mandragora autumnalis).
Sono state descritte oltre 40 specie endemiche, tra cui merita una segnalazione particolare il rarissimo limonio di Todaro (Limonium todaroanum) rinvenibile a 750 m di altezza sulle rupi di Monte Passo del Lupo, esclusivo dello Zingaro. Sono inoltre rinvenibili Limonium flagellare, Helichrysum rupestre var. rupestre, Dianthus rupicola, Centaurea ucriae, Brassica bivoniana, Helichrysum pendulum, Seseli bocconei, Brassica drepanensis, Hieracium cophanense, Minuartia verna subsp. grandiflora, Glandora rosmarinifolia, Convolvulus cneorum.
Si possono incontrare infine oltre 25 specie di orchidee selvatiche tra cui l'orchidea a mezzaluna (Ophrys lunulata), endemica della Sicilia, e le sub-endemiche Orchis brancifortii, Ophrys oxyrrhynchos e Neotinea commutata.

## Fauna

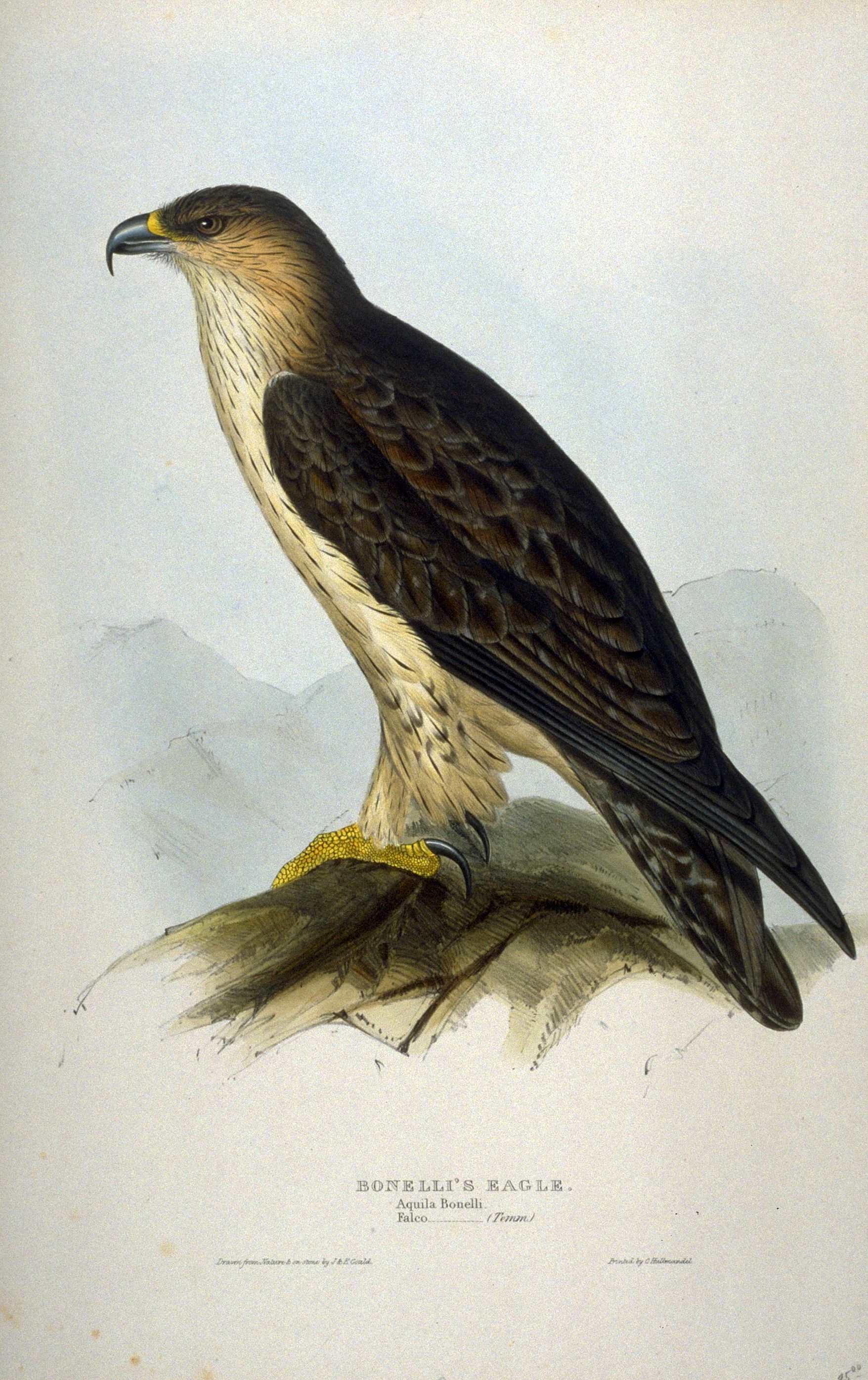
Aquila del Bonelli

Nella riserva nidificano ben 39 specie di uccelli tra cui il falco pellegrino (Falco peregrinus), una delle ultime dieci coppie presenti in Sicilia dell'aquila del Bonelli (Hieraaetus fasciatus), la poiana (Buteo buteo) e il gheppio (Falco tinnunculus); incerta è invece la nidificazione del nibbio reale (Milvus milvus). Durante il periodo delle migrazioni sono stati avvistati anche esemplari di aquila reale (Aquila chrysaetos) e di falco pecchiaiolo (Pernis apivorus). Altri uccelli presenti sono il corvo imperiale (Corvus corax), lo zigolo nero (Emberiza cirlus), il passero solitario (Monticola solitarius), la coturnice (Alectoris graeca), il gabbiano comune (Chroicocephalus ridibundus), il piccione selvatico (Columba livia), il rondone comune (Apus apus), il rondone pallido (Apus pallidus), la cornacchia grigia (Corvus cornix), la gazza (Pica pica), il cardellino (Carduelis carduelis) e l'usignolo (Luscinia megarhynchos). Fra gli uccelli notturni sono presenti la civetta (Athene noctua) e l'allocco (Strix aluco).
Tra i mammiferi sono molto diffusi il coniglio (Oryctolagus cuniculus) e la volpe (Vulpes vulpes). Sono presenti anche la donnola (Mustela nivalis), il riccio (Erinaceus europaeus) e l'istrice (Hystrix cristata); tra i roditori, l'arvicola del Savi (Microtus savii) ed il topo quercino (Eliomys quercinus). Nelle numerose grotte presenti nella Riserva albergano otto differenti specie di pipistrelli tra cui il raro orecchione bruno (Plecotus auritus), il ferro di cavallo (Rhinolophus ferrumequinum), il miniottero (Miniopterus schreibersii) e il pipistrello albolimbato (Pipistrellus kuhlii). In passato era inoltre presente anche la foca monaca (Monachus monachus), avvistata per l'ultima volta nelle grotte marine dello Zingaro nel 1972.

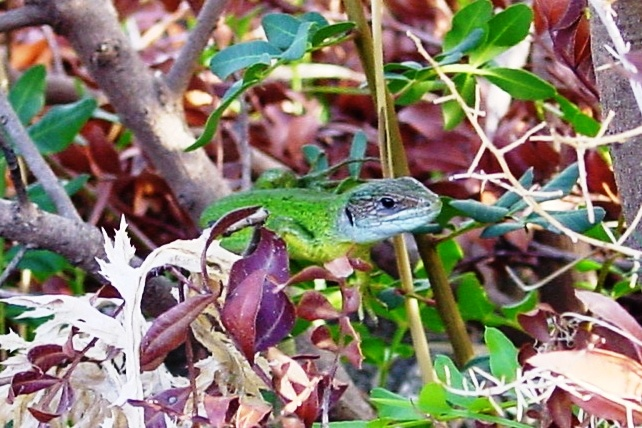
Lacerta bilineata

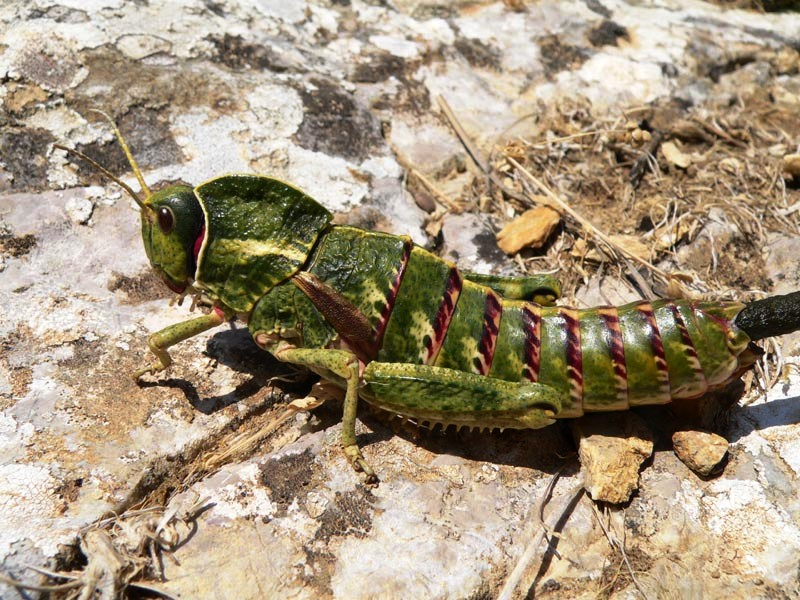
Pamphagus marmoratus

Tra i rettili sono presenti la vipera (Vipera aspis), il biacco (Coluber viridiflavus), il gongilo (Chalcides ocellatus), il geco (Tarentola mauritanica), il ramarro (Lacerta bilineata) e due specie di lucertola, la Podarcis sicula e la meno comune Podarcis wagleriana.
In un'area della riserva ricca di pozze d'acqua (abbeveratoio di contrada Acci) è possibile incontrare l'endemico discoglosso dipinto (Discoglossus pictus), nonché uno degli artropodi più rari dell'Italia, il granchio di acqua dolce (Potamon fluviatile).
Sono individuabili numerose specie di insetti tra cui l'ape legnaiola (Xylocopa violacea), ape solitaria che deposita le sue larve in gallerie scavate nei tronchi d'albero morti, la bella Vanessa atalanta, l'unica farfalla che sverna in questi luoghi anche allo stato adulto, il panfago (Pamphagus marmoratus), una grossa cavalletta incapace di volare.
Un cenno particolare, con riferimento alla fauna marina costiera, merita infine la presenza nella riserva di ampie zone di trottoir a vermeti, un'importante biostruttura tipica del Mar Mediterraneo, per molti versi simile alle barriere coralline. La sua crescita è legata ad un processo di cementificazione di gusci di due specie di molluschi gasteropodi della famiglia dei Vermetidi: Dendropoma cristatum (sin.: D. petraeum) e Vermetus triquetrus. L'importanza di questa biostruttura è legata alla sua capacità di modificare l'aspetto e le caratteristiche ecologiche delle coste rocciose, ampliando lo spazio a disposizione delle specie, stimolando la biodiversità dei popolamenti associati.

Tra le forme di vita che popolano le pozze di scogliera si annoverano l'Actinia equina, comunemente nota come pomodoro di mare, e l'Anemonia sulcata detta capelli di Venere; diverse specie di madrepore dai colori intensissimi come le Astroides calycularis e i Parazoanthus axinellae, e numerose specie di piccoli pesci, tra cui varie specie di bavose e di labridi, il succiascoglio (Lepadogaster lepadogaster) e lo scorfano (Scorpaena scrofa).

## Itinerari

### Sentiero costiero

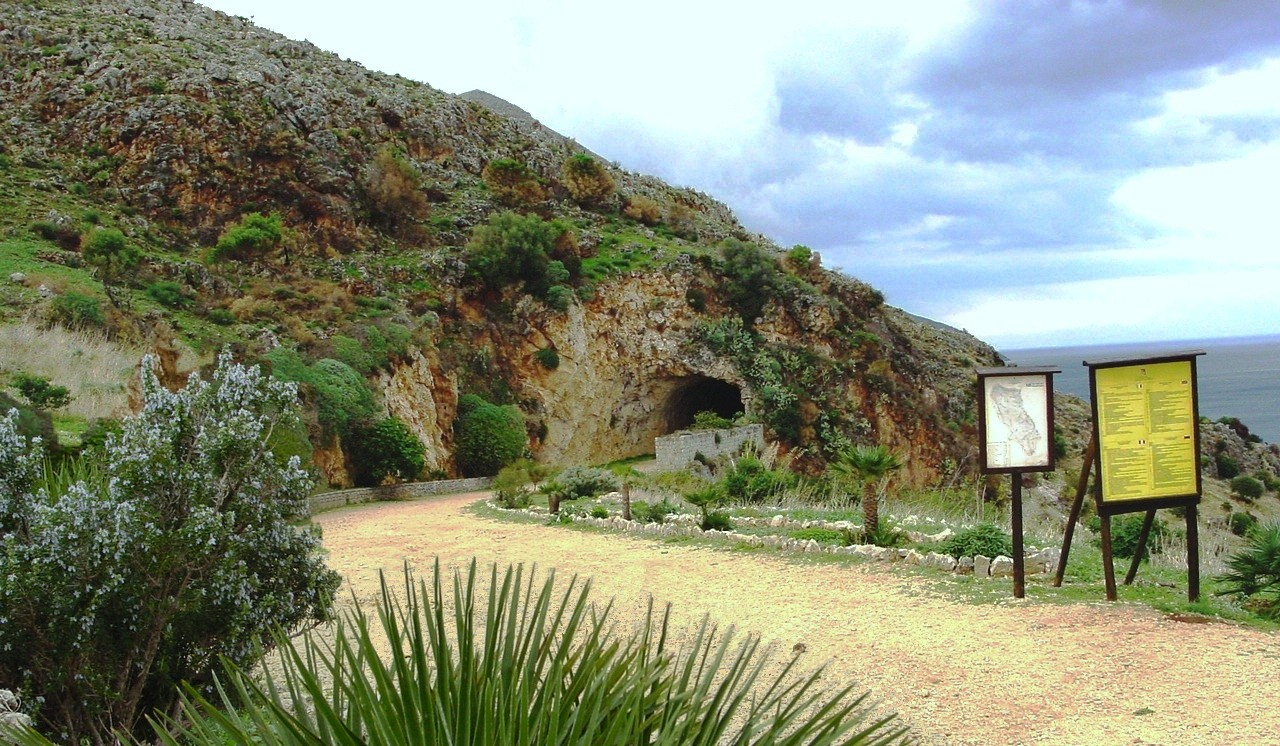
L'ingresso Sud della Riserva

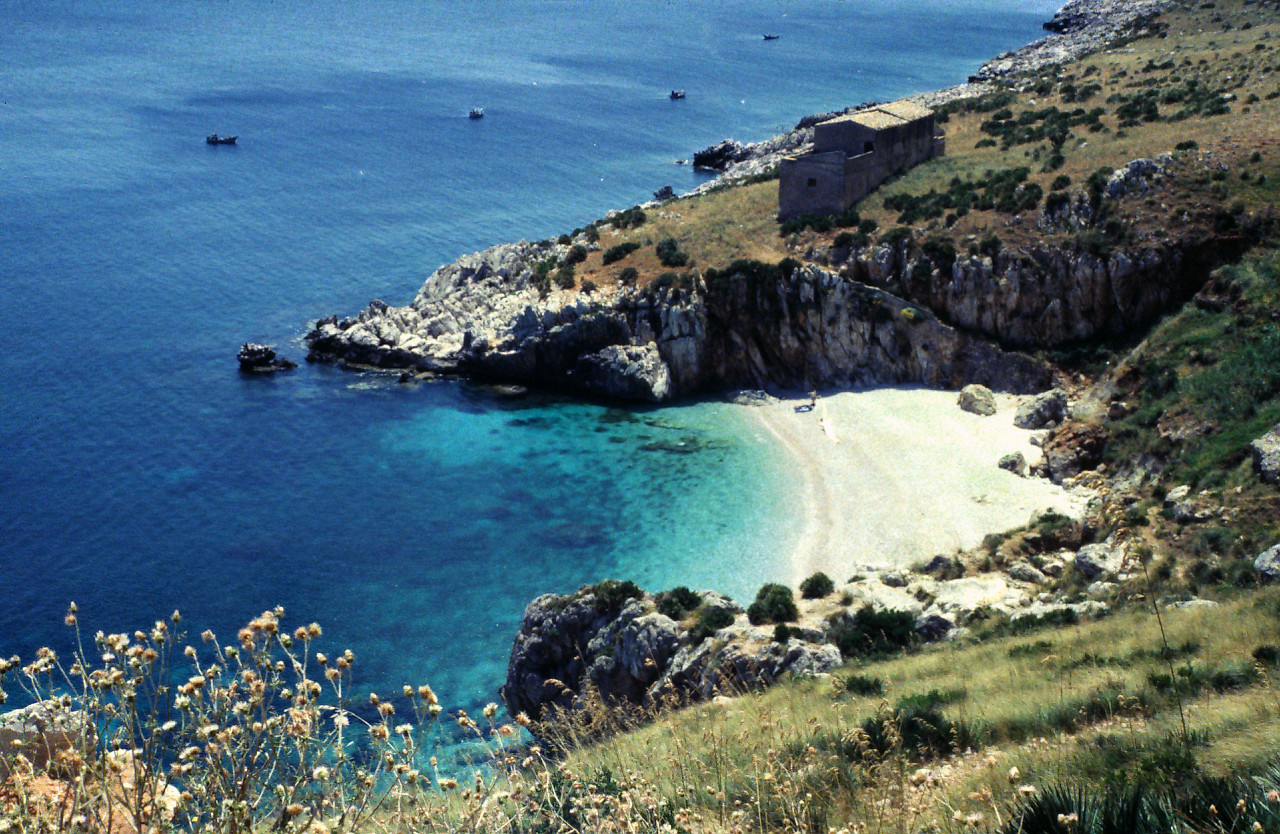
Tonnarella dell'Uzzo (ingresso Nord)

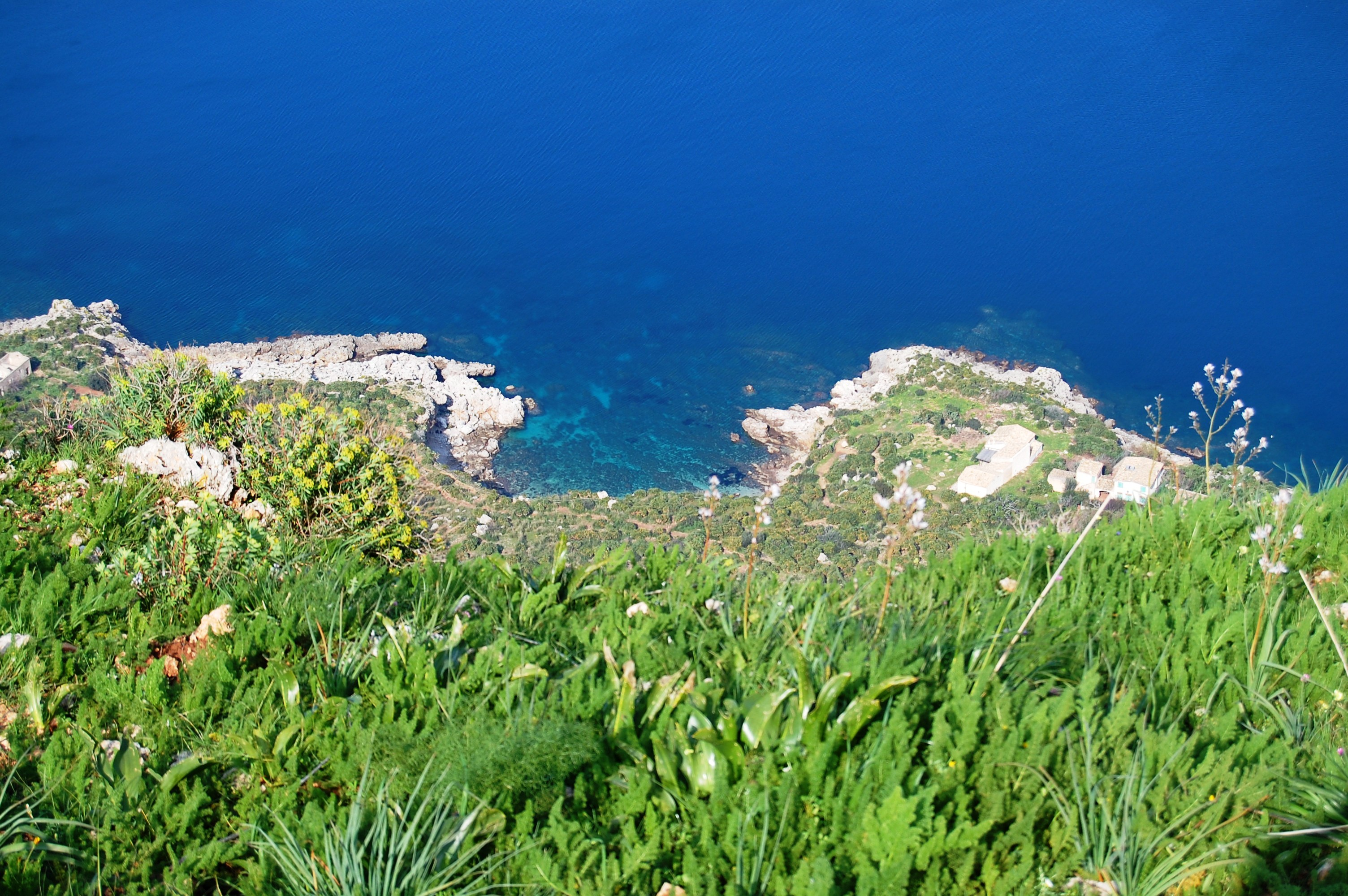
Cala della Disa in contrada Zingaro, vista dal sentiero di mezza costa

È il sentiero principale della riserva, il più battuto dai visitatori. Si snoda per circa 7 km e collega l'ingresso principale di Scopello (ingresso sud) a quello di San Vito Lo Capo (ingresso nord). Ha una durata di circa 2 ore (sola andata).
Subito dopo l'ingresso principale (Scopello) si attraversa la galleria, frutto dell'antico progetto di costruzione di una strada litoranea, e dopo un centinaio di metri si incontra una prima deviazione che conduce ad un'area attrezzata per picnic. Dopo un breve cammino si incontra il Centro visitatori, sede di un piccolo Museo Naturalistico, subito dopo il quale una deviazione conduce alle calette di Punta Capreria, due incantevoli spiaggette di ciottoli incastonate fra le rocce. 
Continuando sul sentiero principale si attraversa un tratto di circa 2 km di gariga costiera e si giunge a Cala del Varo, dove si trova un piccolo rifugio, aperto solo nei mesi estivi. Dopo un ulteriore breve tratto di cammino si giunge in contrada Zingaro, il cuore della Riserva, dominato dalla macchia a palma nana. La contrada ospita alcuni caseggiati rurali. Da qui si possono facilmente raggiungere Cala della Disa e Cala Berretta. Procedendo ancora oltre si raggiungono prima la contrada Marinella (e la omonima caletta) e successivamente la contrada Uzzo (e l'ennesima caletta). Da qui una breve deviazione in salita consente di raggiungere la grotta dell'Uzzo, di interesse archeologico. A meno di 300 m dalla grotta è ubicato il Museo della Civiltà Contadina, che custodisce testimonianze del ciclo del grano ed esempi delle tecniche di intreccio delle fibre vegetali autoctone. Poco prima di raggiungere l'ingresso Nord si incontra il caseggiato della Tonnarella dell'Uzzo, sede del Museo delle Attività Marinare.
Rifornimenti d'acqua sono disponibili a Cala del Varo (solo nei mesi estivi) e al Museo della Civiltà Contadina in contrada Uzzo.

### Sentiero di mezza costa

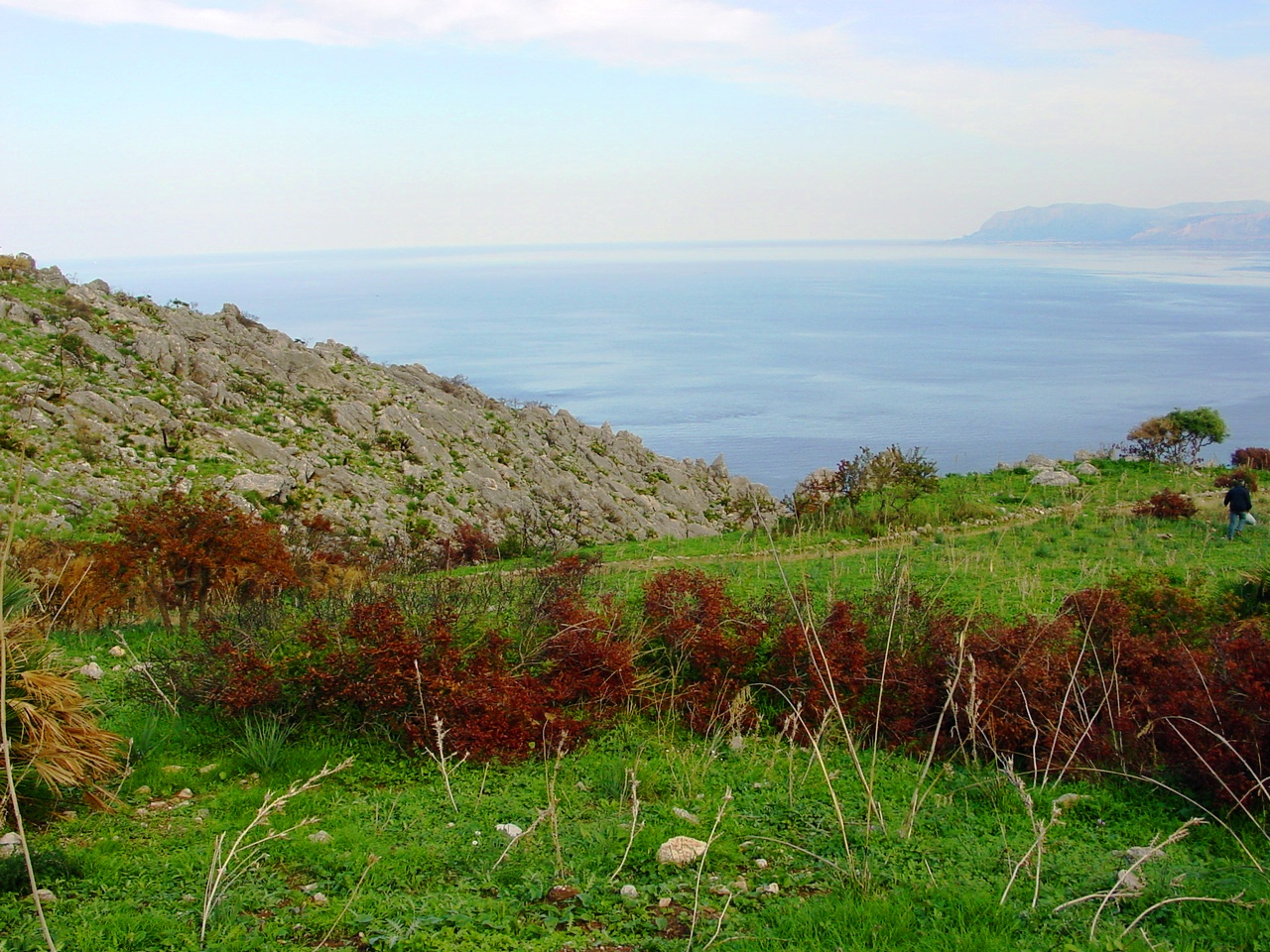
Veduta dal sentiero di mezza costa

È il sentiero più panoramico.
Ha un tragitto di 8,5 km. Durata 4h 30 m.
Dall'ingresso sud della riserva si raggiunge il Centro visitatori; da qui un ripido sentiero in salita, smorzato da alcuni tornanti, conduce all'inizio del sentiero di mezza costa (290 m), che percorre la riserva da sud a nord, parallelamente al sentiero costiero. Lasciatasi sulla sinistra una deviazione che conduce al Bosco di Scardina (sentieri alti), si prosegue diritto sino a raggiungere Pizzo del Corvo. 
Da qui il sentiero procede quasi pianeggiante sino a contrada Sughero (367 m), offrendo una vista dall'alto della linea di costa. In contrada Sughero si incontrano diversi caseggiati rurali, alcuni dei quali adibiti a rifugi. Il sentiero prosegue per altri 2 km, in leggera salita, sino a Borgo Cusenza. Si tratta di un piccolo borgo rurale, un tempo abitato da pastori e contadini, perfettamente conservato. Da qui un sentiero consente di raggiungere il circuito dei sentieri alti mentre percorrendo in discesa il Canalone delle Grotte di Mastro Peppe Siino si arriva al sentiero costiero e da qui verso l'uscita. Nei mesi primaverili il sentiero di mezza costa è teatro della fioritura di numerose specie di orchidee. Rifornimenti d'acqua sono disponibili in contrada Sughero e a Borgo Cusenza.

### Sentiero alto

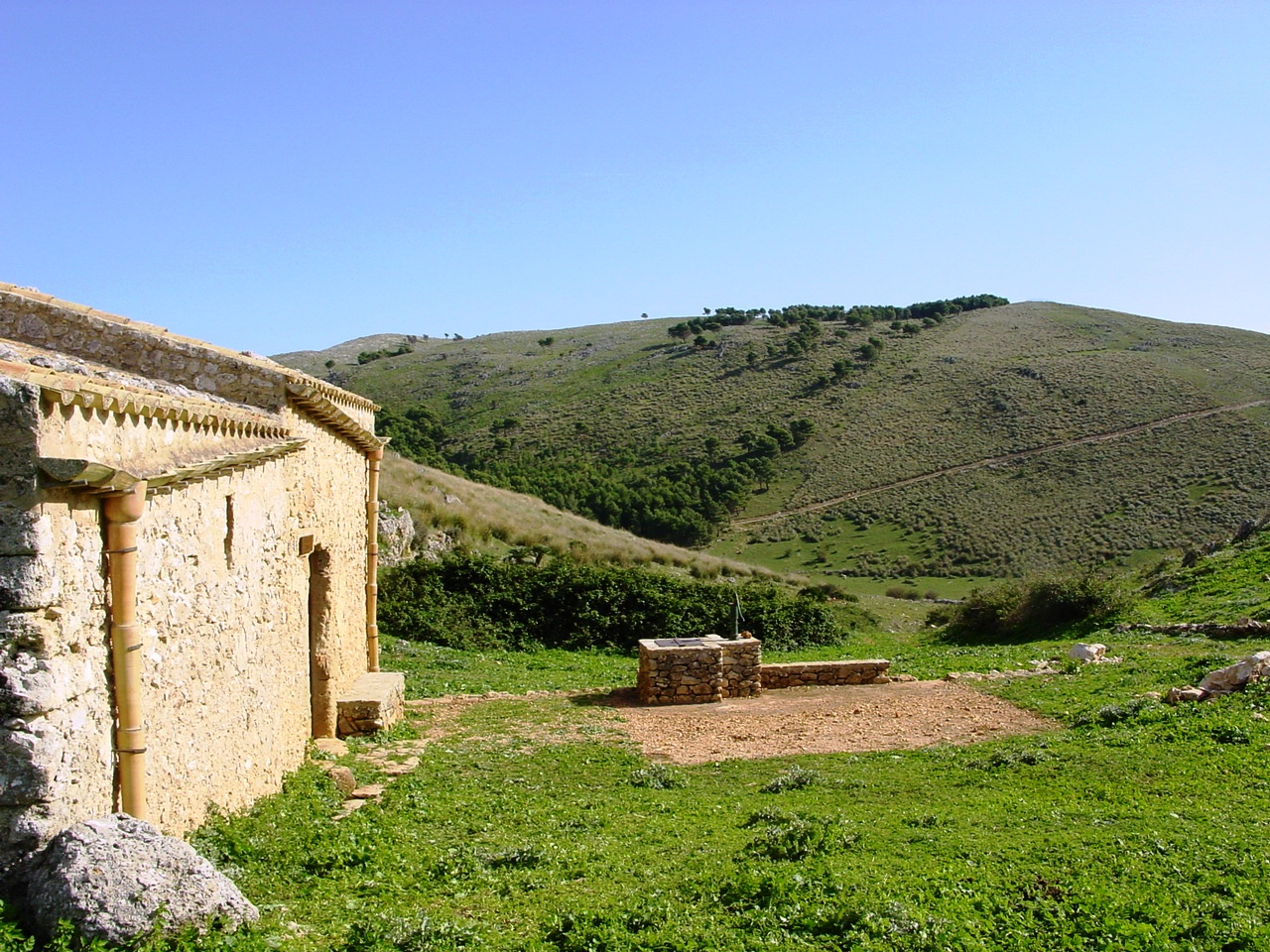
Marcato della Mennola - sullo sfondo il bosco di Monte Scardina

È senza dubbio il sentiero più impegnativo.

Lunghezza: 17,5 km. Durata: 7 h

Dall'ingresso sud della riserva si raggiunge il Centro visitatori; da qui un ripido sentiero in salita, smorzato da alcuni tornanti, conduce all'inizio del sentiero di mezza costa (290 m). Percorrendo il sentiero di mezza costa, dopo poche centinaia di metri sulla sinistra si incontra un sentiero che si inerpica attraverso un ripido canalone sui fianchi del quale si alternano macchie di ginestra odorosa e aree di prateria ad ampelodesma. Al termine del sentiero si arriva ad un pianoro (533 m) situato ai piedi del Bosco di Scardina, una zona di rimboschimento occupata da una pineta di pini d'Aleppo. Si prosegue per un sentiero in leggera salita che costeggia i caseggiati rurali di Marcato della Mennola e Marcato della Sterna e dopo circa 15 minuti di cammino si raggiunge Pianello, una zona in cui si alternano tratti pianeggianti di steppa mediterranea, rilievi calcarei e piccole depressioni carsiche e dove, nella stagione delle piogge, si forma un piccolo gorgo affiorante. 
In questo tratto il sentiero alto consente una deviazione per raggiungere il sentiero di mezza costa (deviazione per Sughero - deviazione per Borgo Cusenza). Da Pianello il sentiero procede in linea retta lungo il confine della riserva per circa 3 km attraverso la località Salta le viti, incontrando i rilievi di Monte Speziale (914 m) e Pizzo dell'Aquila (759 m). Proseguendo si arriva a Portella Mandra Nuova (717 m), un pianoro che ospita una fitta lecceta, da cui si gode un panorama mozzafiato; da qui è possibile salire a Monte Passo del Lupo (868 m), sul versante orientale del quale è presente l'unica stazione dell'endemico Limonium todaroanum, ovvero ridiscendere verso Marcato Puntina e Borgo Cusenza, un agglomerato di case rurali che in passato era abitato stagionalmente dal periodo estivo fino al mese di dicembre, periodo di semina del grano. Nella discesa, a circa un chilometro e mezzo dal Borgo, c'è un abbeveratoio risalente al 1696.

## Strutture ricettive

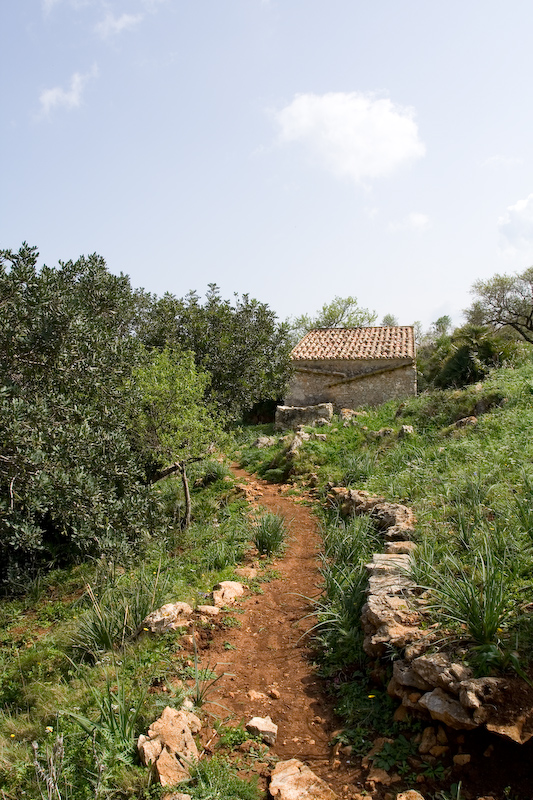
Uno dei rifugi in contrada Sughero.

All'interno della riserva si trovano il Museo Naturalistico, il Museo delle Attività Marinare, il Museo della Civiltà Contadina, il Museo della Manna, il Centro di Educazione Ambientale, due aree attrezzate e degli antichi caseggiati rurali adibiti a rifugio (contrada Sughero), presso i quali è possibile anche pernottare su richiesta.

I rifugi utilizzati per il bivacco vengono concessi soltanto nel periodo che va da ottobre a maggio.